# Castroverde de Campos (kommunhuvudort)
Castroverde de Campos är en kommunhuvudort i Spanien.   Den ligger i provinsen Provincia de Zamora och regionen Kastilien och Leon, i den nordvästra delen av landet, 220 km nordväst om huvudstaden Madrid. Castroverde de Campos ligger 708 meter över havet och antalet invånare är 406.
Terrängen runt Castroverde de Campos är huvudsakligen platt. Castroverde de Campos ligger nere i en dal. Runt Castroverde de Campos är det mycket glesbefolkat, med 6 invånare per kvadratkilometer. Närmaste större samhälle är Villalpando, 14,2 km sydväst om Castroverde de Campos. Trakten runt Castroverde de Campos består till största delen av jordbruksmark.